# Aydın Çetin
Aydın Çetin (* 21. Mai 1980 in Brackenheim) ist ein deutsch-türkischer ehemaliger Fußballspieler.

## Karriere
Çetin begann mit dem Vereinsfußball in der Jugend vom VfR Heilbronn. Nachdem er 1997 vom VfR Heilbronn zum Karlsruher SC wechselte, spielte er zunächst zwei Jahre in der U-19-Mannschaft. In der Saison 1999/00 debütierte er für den KSC in der 2. Bundesliga. Nach dem Abstieg der Badener in die Regionalliga Süd wurde er zum Stammspieler und steuerte zum direkten Wiederaufstieg bei. Insgesamt bestritt er 91 Zweitligaspiele (sechs Tore) und 32 Regionalligaspiele (sechs Tore) für den Karlsruher SC. 
2004 wechselte er in die Türkei zum damaligen Erstligisten Sakaryaspor und spielte hier die nächsten zweieinhalb Jahre. In der Spielzeit 2005/06 gelang ihm mit seiner Mannschaft der Relegationssieg der TFF 1. Lig und damit der indirekte Wiederaufstieg in die Süper Lig. Nach etwa einem Jahr bei Altay verließ er den Verein und ging zum Stadt- und Ligakonkurrenten Karşıyaka SK.
Bereits nach einer Saison verließ er Karşıyaka und wechselte zum nordtürkischen Verein Giresunspor. Von diesem Verein trennte er sich nach eineinhalb Spielzeiten und wechselte im Frühjahr 2010 zum Zweitligisten Karabükspor. Mit dieser Mannschaft gelang ihm die Meisterschaft der TFF 1. Lig und damit der direkte Aufstieg in die Süper Lig.
Da Karabükspor ihm zum Saisonende mitteilte, dass man nicht mehr mit ihm plane, und ihm einen Wechsel nahelegte, kehrte er zu Giresunspor zurück. Hier spielte er die nächsten eineinhalb Spielzeiten und verließ den Verein, nachdem dieser in finanzielle Schwierigkeiten geraten war und die Spielergehälter nicht mehr aufbringen konnte.
Zur Winterpause der Saison 2011/12 wurde sein Wechsel zum Zweitligisten Boluspor bekanntgegeben. Nachfolgend spielte er für Alanyaspor und Yeni Malatyaspor. Mit diesem Verein erreichte er am 34. Spieltag, dem letzten Spieltag der Saison, die Meisterschaft und damit den Aufstieg in die TFF 1. Lig. Çetin trug mit seinen 16 Toren in 3 Ligaspielen erheblich zu diesem Erfolg bei.
Im Sommer 2016 wechselte er zum Drittligisten Kocaeli Birlikspor.

## Erfolge
Mit Karlsruher SC
- Meister der Fußball-Regionalliga und Aufstieg in die 2. Fußball-Bundesliga: 2000/01

Mit Sakaryaspor
- Relegationssieger der TFF 1. Lig und Aufstieg in die Süper Lig: 2005/06

Mit Karabükspor
- Meister der TFF 1. Lig und Aufstieg in die Süper Lig: 2009/10

Mit Alanyaspor
- Playoff-Sieger der TFF 2. Lig und Aufstieg in die TFF 1. Lig: 2013/14

Mit Yeni Malatyaspor
- Meister der TFF 2. Lig und Aufstieg in die TFF 1. Lig: 2014/15